# Татари (Нідзицький повіт)
Татари (пол. Tatary, нім. Berghof) — село в Польщі, у гміні Нідзиця Нідзицького повіту Вармінсько-Мазурського воєводства.
Населення — 344 особи (2011).

## Демографія
Демографічна структура станом на 31 березня 2011 року:
|          | Загалом | Допрацездатний вік | Працездатний вік | Постпрацездатний вік |
| -------- | ------- | ------------------ | ---------------- | -------------------- |
| Чоловіки | 176     | 40                 | 125              | 11                   |
| Жінки    | 168     | 41                 | 104              | 23                   |
| Разом    | 344     | 81                 | 229              | 34                   |